# Zoran Đorđević
Pour les articles homonymes, voir Zoran Đorđević (cinéaste) et Đorđević.
Zoran Đorđević (serbe : Зоран Ђорђевић) (né le 13 février 1952 à Veliki Jovanovac en ex-Yougoslavie, aujourd'hui en Serbie) est un entraîneur de football serbe.
Il a dirigé quatre sélections (Yémen, Soudan, Bangladesh et Soudan du Sud) et plusieurs clubs du Proche-Orient.